# Luigi Frezza
Luigi Frezza, italijanski duhovnik, škof in kardinal, * 27. maj 1783, Civita Lavinia, † 14. oktober 1837.

## Življenjepis
2. oktobra 1826 je bil imenovan za škofa Terracine; škofovsko posvečenje je prejel 19. novembra istega leta.
15. decembra 1828 je bil imenovan za naslovnega nadškofa Chalcedona in postal je uradnik v Rimski kuriji.
23. junija 1834 je bil povzdignjen v kardinala in pectore.
11. julija 1836 je bil imenovan za kardinala-duhovnika pri S. Onofrio in tega dne je odstopil s svojega uradniškega položaja.
Umrl je 14. oktobra 1837.